# Слога Югомагнат
«Слога Югомагнат» — футбольный клуб Македонии из столицы страны — города Скопье. В настоящее время «Слога» выступает во Второй Македонской лиге[прояснить]. Домашней ареной клуба является стадион Чаир, вместимость которого составляет 4500 мест.

## История
Клуб был основан в 1927 году. После распада Югославии «Слога Югомагнат» успешно выступал в чемпионате Македонии, в котором три раза занимал первое место, в последний раз это произошло в сезоне 2000/2001. По результатам сезона 2004/2005 клуб вылетел из сильнейшего дивизиона Македонии, и с тех пор выступал во втором по силе дивизионе — Втора лига. В 2008/2009 занял второе место в соревновании и получил право на выступление в высшем дивизионе страны. По ходу чемпионата 2009/10 снят с розыгрыша и покинул первую лигу.

## Достижения
- Чемпион Македонии (3): 1998/99, 1999/00, 2000/01
- Серебряный призёр Чемпионата Македонии (2): 1995/96, 1997/98
- Бронзовый призёр Чемпионата Македонии (2): 1994/95, 1996/97
- Обладатель Кубка Македонии (3): 1995/96, 1999/00, 2003/04
- Финалист Кубка Македонии (5): 1996/97, 1997/98, 1998/99, 2000/01, 2002/03